# Algot Persson (tävlingscyklist)
Ernst Algot Persson, född 1 november 1899 i Gillberga församling, Södermanlands län, död 27 februari 1922 i Boden, var en svensk tävlingscyklist. Han var bror till Axel W. Persson.
Persson, som var son till snickaren Johan Persson och Augusta Wilhelmina Hed, tävlade för Kungsörs SK och Hammarby IF. Han tillhörde i flera år den svenska cykeleliten och vann bland annat Skandisloppet 1921 samt deltog i Sveriges segrande lag vid världsmästerskapet 1921. Persson, som led av svår nervsjukdom, berövade sig livet under värnpliktstjänstgöring vid skidlöparbataljonen i Boden.